# 岡山シンフォニーホール

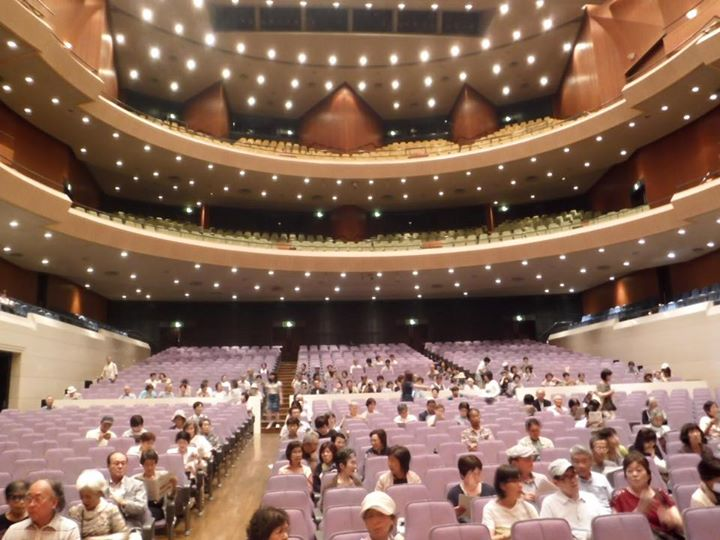
岡山シンフォニーホール
（ホール内観・客席側）

岡山シンフォニーホール（おかやまシンフォニーホール）は、岡山県岡山市北区にある音響に定評のあるコンサートホール。2001席の大ホールの他、和風ホールや小規模コンサートのできるイベントホールなど多様な施設を備える。

## 概要
岡山シンフォニーホールは、岡山市北区の表町商店街の北端に位置する円柱形が特徴的な総合商業施設、岡山シンフォニービル（ホールの他、オフィスや総合施設から成る複合施設。管理・運営：表町第一開発ビル株式会社）にあるコンサートホールである。設計を芦原義信が手がけ、1991年（平成3年）9月23日に市街地再開発事業の一環として開館。三層構造2,001席で本格的な音響設備を備え、オーケストラによる演奏等のクラシックコンサートを中心に、プロモーターから市民団体まで幅広く利用されている。ホールの管理・運営は公益財団法人岡山文化芸術創造が行っている。
2025年6月1日より大ホール特定天井の耐震化をメインに、各施設・設備の修繕・リニューアルを行う。この大規模改修工事の工期は約2年間で、再開館は2027年6月1日を予定。工事期間中、管理事務室は運営財団を同じくする岡山芸術創造劇場ハレノワの4階に移転。

### 施設
- 設計 ： 芦原建築設計研究所　株式会社アール・アイ・エー設計・監理共同企業体
- 大ホール
  - 座席：3階構造2,001席
    - 1階席：1,285席、2階席：337席、3階席：379席
    - うち車椅子専用スペース：10席（1階席）

  - 舞台
    - 間口20ｍ（舞台奥幅14.5ｍ）
    - 奥行き11ｍ（前舞台〈オケ迫り〉使用時最大16ｍ）
    - 高さ15ｍ（反響板時）

  - 残響時間
    - 反響板仕様　空席…2.5秒　満席…2.0秒　
    - 幕使用　空席…1.8秒　満席…1.5秒

  - 主な設備
    - オーケストラ迫り（2分割60㎡）
    - 音響反射板（天井部分3分割スライド式、側面部分3分割）
    - 舞台照明・音響設備
    - 荷物搬入用大型エレベーター
    - フルコンサートグランドピアノ
      - スタインウェイD型
      - ベーゼンドルファー290型
      - ヤマハCFⅢS
      - カワイEX

  - 楽屋：楽屋6室、指揮者室
- イベントホール
  - 客席：可動席スペース150㎡、天井高3ｍ
  - 舞台：稼働型舞台の組み合わせ
  - ホワイエ：65㎡
  - ピアノ：ヤマハC6X
  - 定員：200人
  - 楽屋：楽屋1室
- 和風ホール
  - 客席：48畳（畳敷き）、天井高2.55～2.85ｍ
  - 舞台：間口4間、奥行3間、高さ8尺、出待ち溜まり
  - 定員：100人

- スタジオ1
  - 面積：130㎡、天井高3.24～3.58ｍ
  - ミキサー室：30㎡
  - ピアノ：スタインウェイＣ型
  - 定員：120名

- スタジオ2
  - 面積：60㎡、天井高3.36ｍ
  - 鏡：11ｍ×3ｍ（一壁面、レッスンバー付き）
  - 定員：30名
- 控室：3室

### 運営
公益財団法人岡山文化芸術創造
岡山シンフォニーホールの管理・運営のほか、岡山フィルハーモニック管弦楽団、岡山市ジュニアオーケストラ、岡山市ジュニア合唱教室、おかやまアーツフェスティバル実行委員会の運営も行う。
- 1985年11月1日　「財団法人岡山文化施設整備センター」として基本財産1億円（岡山県35％、岡山市35％、経済界30％）で設立
- 1991年3月5日　名称を「公益財団法人岡山シンフォニーホール」に変更
- 2020年4月1日　「公益財団法人岡山シンフォニーホール」と「公益財団法人岡山市スポーツ・文化振興財団」が合併し「公益財団法人岡山文化芸術創造」と名称を変更[2]

## 定期公演
公益財団法人岡山文化芸術創造が運営する岡山フィルハーモニック管弦楽団、および岡山市ジュニアオーケストラの定期演奏会を定期公演として行う。
１月
- ニューイヤーコンサート

３月
- 岡山フィルハーモニック管弦楽団定期演奏会
- 岡山市ジュニアオーケストラスプリングコンサート

５月
- 岡山フィルハーモニック管弦楽団定期演奏会

７月
- 岡山フィルハーモニック管弦楽団定期演奏会

８月
- シンフォニーは友達！
- 岡山市ジュニアオーケストラ定期演奏会

９月
- あなたも岡山フィルと共演しませんか？シリーズ　I am a SOLOIST

10月
- 岡山フィルハーモニック管弦楽団定期演奏会

12月
- 親子deクラシック
- ベートーヴェン“第九”演奏会

## 岡山シンフォニービル概要[3]
- 竣工年月日：1991年9月
- 敷地面積：4,621㎡
- 建築面積：4,239㎡
- 延床面積：33,642㎡
- 階数：地上12階、地下2階
- 高さ：59,8ｍ
- 主要用途：商業施設、企業施設、ホール、業務施設、駐車場、駐輪場
- 管理・運営：表町第一開発ビル株式会社

### 岡山シンフォニービル フロア構成
- 12F
  - アイサワ工業株式会社
  - 株式会社アイサワ商事
- 11F
  - アイサワ工業株式会社受付
- 10F
  - 有限責任監査法人トーマツ
  - 国民年金基金岡山・島根支部
  - 岡山県自動車販売店企業年金基金
  - 株式会社NTTデータ中国
  - 株式会社シミズ・ビルライフケア
  - 表町第一開発ビル株式会社
- 9F
  - HALEグループホールディングス株式会社
  - 株式会社はれコーポレーション
  - 一般財団法人あまねくライフサポート
  - 株式会社ウエストホールディングス
  - 株式会社ウエストエネルギーソリューション
- 8F
  - 岡山シンフォニーホール
- 7F
  - 岡山シンフォニーホール
    - 大ホール3階客席
- 6F
  - 岡山シンフォニーホール
    - 大ホール2階客席
- 5F
  - 岡山シンフォニーホール
    - 大ホール1階客席
- 4F
  - 岡山シンフォニーホール
    - 大ホール1階客席
    - ホワイエ
- 3F
  - 岡山シンフォニーホール
    - エントランスロビー
    - イベントホール
    - 和風ホール
    - スタジオ1
    - スタジオ２
- 2F
  - 毛髪クリニックリーブ21岡山O.C
  - 岡山県赤十字血液センター献血ルーム「ももたろう」
  - 株式会社ヤマハミュージックリテイリング岡山店
  - 政久歯科醫院
  - 公益社団法人岡山県観光連盟
  - Promote ハンドケア・ネイルサロン
- 1F
  - 切手古銭金券大日スタンプ・コイン
  - 岡山県赤十字血液センター献血ルーム「ももたろう」
  - 名刺ハガキ印刷渡辺栄文堂
  - LAWSON（ローソン）
  - 本丸善岡山シンフォニービル店
  - ジョイフル恵利岡山シンフォニー店
  - つむぎコッペ
  - あしたか薬局表町店
  - おかやま丸の内法律事務所
  - 頼定税理事務所
  - kamiya岡山MUJINショールーム
  - 岡山シンフォニーホール案内所・チケットセンター
  - 岡山芸術交流実行委員会事務局
- B1
  - 本・文具・丸善岡山シンフォニービル店
- B2
  - 駐車場

## 交通
- JR岡山駅から東へ1㎞（徒歩約15分）
- 岡山電気軌道東山線「城下」下車すぐ
- 宇野バス「表町入口」下車すぐ
- 岡山市内循環バスめぐりん京橋めぐりん「表町入口」下車すぐ
- 天満屋バスステーションから北へ約300ｍ（徒歩約5分）

## 近隣ホール

### 岡山市内
- 岡山芸術創造劇場ハレノワ - 管理・運営：公益財団法人岡山文化芸術創造
- 岡山県天神山文化プラザ
- ルネスホール

### 岡山県内
- 倉敷市民会館 - 倉敷市
- 倉敷市芸文館 - 倉敷市
- 津山文化センター - 津山市

### 近県
- レクザムホール（香川県県民ホール） - 香川県
- 兵庫県立芸術文化センター - 兵庫県
- ふくやま芸術文化ホールリーデンローズ - 広島県